# Вотча (Коми)
Во́тча (коми Волся) — село в Сысольском районе Республики Коми. Центр сельского поселения Вотча.

## Население
Численность населения села составляет 40 человек (2010 год).

## История
Одно из древнейших поселений коми. Вотча впервые упоминается в Вычегодско-Вымской (Мисаило-Евтихиевской) летописи под 1384 годом: там говорится, что в тот год епископ Стефан Пермский построил храмы «монастырские ж на Вотче и на Еренском горотке».
В «Церковно-историческом описании Вотчинского прихода Усть-Сысольского уезда Вологодской губернии» говорится: «От 1032 года уже известен поход Нормана Улеба, родственника Ярослава Мудрого по жене, к железным воротам и последние находились неподалёку от села Вотчи и неподалеку от одной из возвышенностей — что носит название „Кар-ил“ (по-русски город-холм) будто бы находится чудский клад. Что за клад и из чего он состоит, народ не дает точного ответа на эти вопросы. Одни утверждают, что зарыто в горе чудское идолище — золотая или серебряная баба, имеющая до двенадцати рук и вооруженная какими-то орудиями». Здесь, по-видимому, указывается Вотча как одно из местоположений утерянного основного языческого идола, имевшего центральное положение до прихода Стефана Пермского, а именно Зарни-ань, что в переводе означает «Золотая баба».
Более подробные сведения о Вотче относятся к XVI веку. Тогда Вотча была административным центром обширной Сысольской земли (территория современного Сысольского и Сыктывдинского районов). Именно с Вотчи начинается описание сысольских волостей 1586 года.
Во второй половине XIX века была построена первая каменная церковь Рождества Пресвятой Богородицы, ныне недействующая и являющаяся памятником архитектуры. Последним священником в храме был отец Тихон (Шаламов), отец писателя Варлама Шаламова.
В 1994 году рядом с бывшим храмом Юрием Екишевым была построена церковь во имя новомученика Виктора (Островидова). В 1996 году здесь был создан Стефано-Афанасьевский монастырь.

## Известные уроженцы
- Пётр Фостирьевич Клочков — коми поэт и автор музыки. Писал музыку к своим стихам.
- Тихон Николаевич Шаламов — священник Русской православной церкви, деятель обновленчества, церковный публицист. Отец писателя Варлама Шаламова.